# プラダマーノ
プラダマーノ（伊: Pradamano）は、イタリア共和国フリウリ＝ヴェネツィア・ジュリア州ウーディネ県にある、人口約3,500人の基礎自治体（コムーネ）。

## 地理

### 位置・広がり

#### 隣接コムーネ
隣接するコムーネは以下の通り。
- ブットリオ
- パヴィーア・ディ・ウディーネ
- プレマリアッコ
- レマンツァッコ
- ウーディネ

### 気候分類・地震分類
プラダマーノにおけるイタリアの気候分類 (it) および度日は、zona E, 2278 GGである。
また、イタリアの地震リスク階級 (it) では、zona 2 (sismicità media) に分類される。

## 姉妹都市
- バート・ブライベルク（ドイツ語版）、オーストリア